# Девушкины песни
Де́вушкины пе́сни — первый студийный альбом группы «Пелагея», вышедший 1 марта 2007 года на лейбле «Мистерия Звука».

## Об альбоме
В период с 1999 по 2003 год Пелагея Ханова выпустила сборник песен, записанных в течение разных лет. В 2005 году по окончании певицей РАТИ была основана группа с нынешним составом, в 2003 году она уже выпустила сольный одноименный альбом. Вместе с новым составом в течение нескольких лет они работают над материалом. В поддержку альбома были выпущены два сингла: «Репа» (2004) и «Сингл» (2006). Выпуск альбома планировался на конец 2006 года, но был выпущен 1 марта 2007 года. Презентация состоялась 10 марта 2007 года в Москве на сцене МХАТа им. Горького.
«Девушкины песни» получил премию журнала Fuzz в 2007 году в номинации «Лучший Альбом».

## Рецензии
| Оценки критиков | Оценки критиков |
| Источник        | Оценка |
| --------------- | --- |
| «Rolling Stone» | 4 из 5 звёзд · 4 из 5 звёзд · 4 из 5 звёзд · 4 из 5 звёзд · 4 из 5 звёзд                                                                                      |
| «Взгляд»        | 7 из 10 звёзд · 7 из 10 звёзд · 7 из 10 звёзд · 7 из 10 звёзд · 7 из 10 звёзд · 7 из 10 звёзд · 7 из 10 звёзд · 7 из 10 звёзд · 7 из 10 звёзд · 7 из 10 звёзд |

Журнал Rolling Stone поставил альбому 4 балла из 5, отметив, что «„Девушкины песни“ — это полноценный альбом с постоянным составом, сформированным ещё шесть лет назад. Пелагея и её коллеги позиционируют себя именно как группа, и это обоснованно, поскольку молодые музыканты, особенно гитарист и аранжировщик Павел Дешура, играют здесь куда более важную роль, чем банальный аккомпанирующий состав».
Гуру Кен в своей рецензии для деловой газеты Взгляд поставил альбому 7 баллов из 10, написав, что на альбоме «получилась распевка вокалистки и учебная репетиция рок-состава, причем уроки им задавали явно разные. Пострадали прежде всего русские песни. Лишенные драматургической интриги, используемые лишь как материал для упражнений, народные песни пожухли, омертвились, рассыпались на сухие ноты».

## Список композиций
| №  | Трек                       | Длительность | Примечание |
| -- | -------------------------- | ------------ | --- |
| 01 | Век                        | 3:50         | русский духовный стих                                                                                               |
| 02 | Валенки                    | 2:52         | русская народная песня                                                                                              |
| 03 | Разлилась                  | 6:37         | русский фолк |
| 04 | Когда мы были на войне     | 3:28         | казачья песня |
| 05 | Щедривочка                 | 6:57         | украинская народная песня, «Утро» из сюиты Э. Грига «Пер Гюнт»                                                      |
| 06 | Нюркина песня              | 3:38         | слова и музыка Яны Дягилевой                                                                                        |
| 07 | Позарастали стёжки-дорожки | 6:27         | русская народная песня, «Casta Diva» из оперы В. Беллини «Норма»                                                    |
| 08 | Кумушки                    | 3:17         | русский фолк |
| 09 | Казак                      | 4:33         | казачья песня, слова Анатолия Софронова, музыка Марка Фрадкина, оригинальное название «Через мост»                  |
| 10 | Под лаской плюшевого пледа | 3:16         | слова Марина Цветаева, музыка Андрей Петров; песня из к/ф «Жестокий романс», где его исполняла Валентина Пономарёва |
| 11 | Пелагеюшка                 | 5:22         | русский, алжирский фолк                                                                                             |
| 12 | Чубчик (бонус)             | 4:51         | городской фолк, дуэт с Гариком Сукачевым                                                                            |
| 13 | Пташечка (видео)           |              | Видеозапись фрагментов концертов в КЦ «МИР» и ГКЗ «Октябрьский» (Санкт-Петербург, 6 декабря 2006 года)              |